# M250轻机枪
M250是SIG LMG 6.8轻机枪的美军官方名称，这是一款使用6.8×51毫米（.277英寸）子弹的气动带式轻机枪，由西格&绍尔在2022年为美军下一代班用武器计划设计，旨在取代M249班用自动武器。M250轻机枪配备了一根自由浮动的M-LOK护木，可直接在預留孔洞安裝戰術配件。該設計相較傳統導軌結構更輕巧，並提供良好的模組化能力。XM250于2024年3月开始投入使用。

## 历史

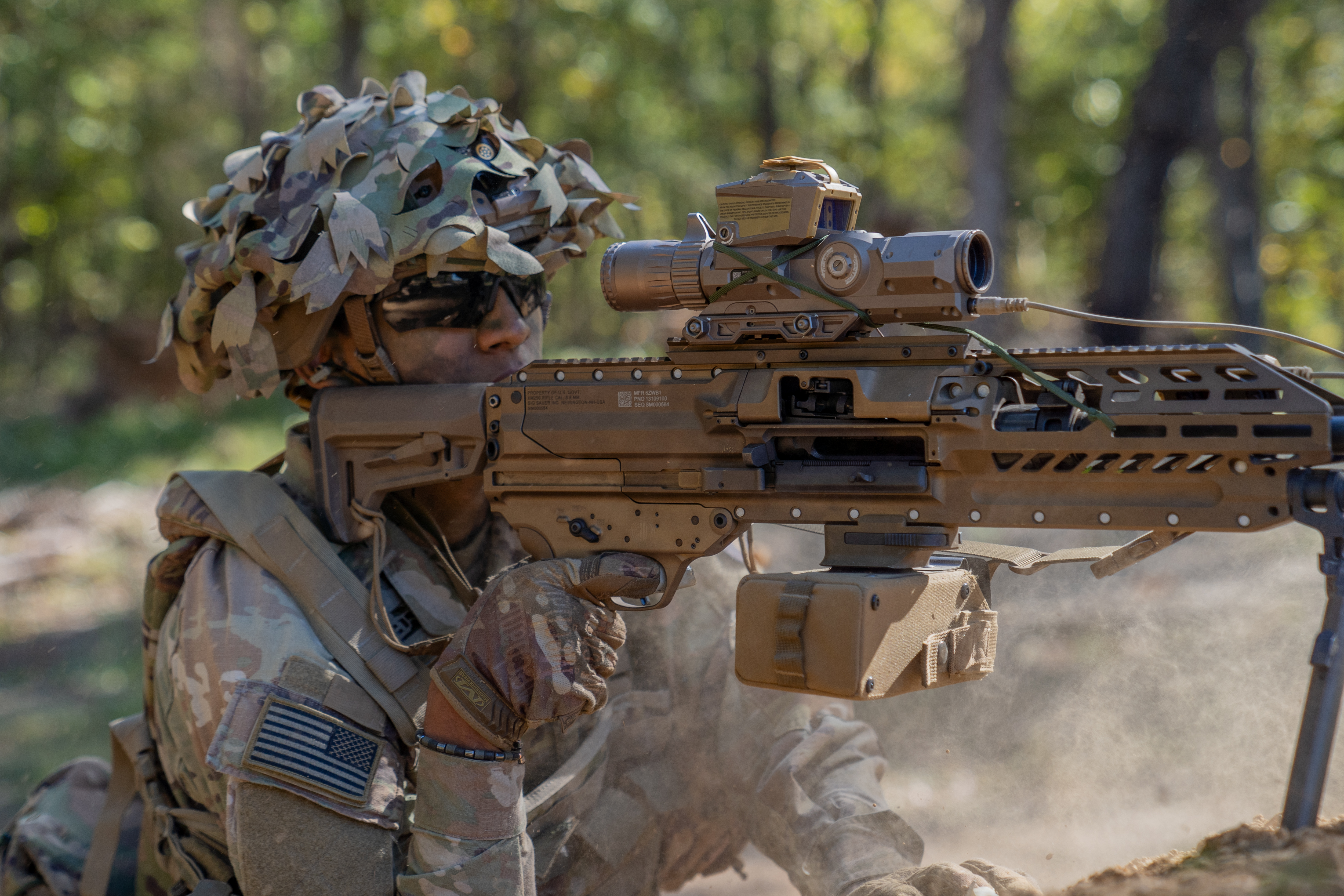
配备XM157火控系统的XM250轻机枪

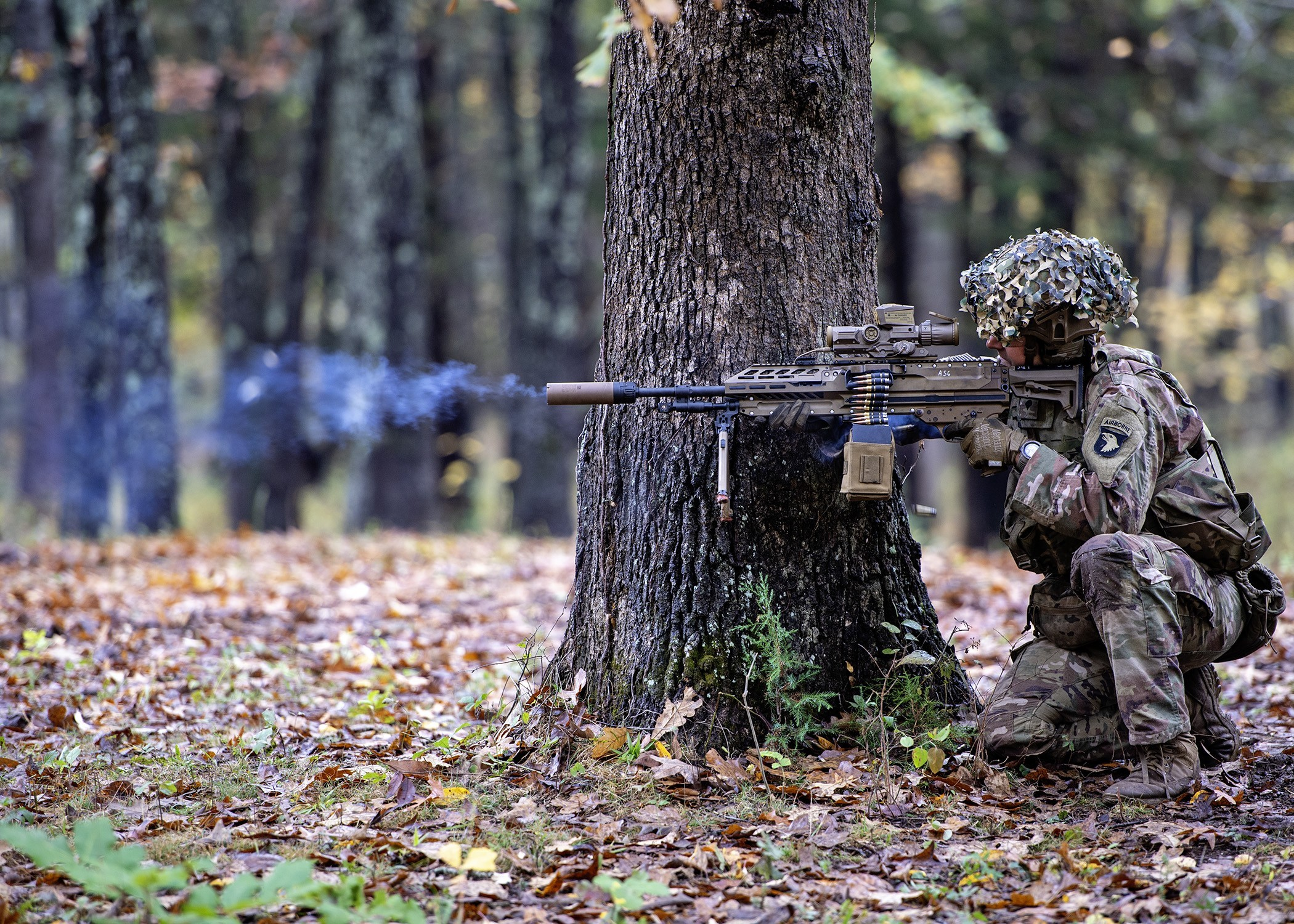
正在使用XM250轻机枪的第502步兵团步兵

2019年1月，美国军方开始了下一代班用武器计划，以寻找取代M4卡宾枪和M249轻机枪的枪械。2019年9月，西格&绍尔提交了他们的设计。M250轻机枪以MG 338机枪为基础设计，后者是为美国特种作战司令部设计的。M250轻机枪和M7突击步枪能发射6.8×51mm普通弹，以应对人们对防弹衣防弹能力的增强可能会降低5.56×45mm NATO（M4卡宾枪和M249轻机枪均使用该子弹）和7.62×51mm NATO等常见子弹的杀伤力的担忧。
2022年4月19日，美国陆军和西格&绍尔签订了一份为期10年的XM250轻机枪和XM7突击步枪生产合同，二者分别用于取代M249班用自动武器和M4卡宾枪。它们的名字被选为它们将取代的武器的名称的后一个数字（突击步枪最初被命名为XM5，但后来更名为XM7）。首批25支XM7突击步枪和15挺XM250轻机枪计划于2023年底交付。美国陆军计划为作战部队采购107,000支XM7突击步枪和13,000挺XM250轻机枪。如果美国海军陆战队和美国特种作战司令部选择签订该生产合同，西格&绍尔有能力生产更多枪械。

## 设计特点
M250轻机枪重13磅（5.9公斤）或14.5磅（6.6公斤，带抑制器）。它的基本战斗载弹量为400发，装在四条100发的弹链里，弹链总重量为27.1磅（12.3公斤）。与重量为19.2磅（8.7公斤）的M249轻机枪相比，M250轻机枪的重量减轻了约4磅（1.8公斤），机枪手携带的弹药重量增加了约1磅（0.45公斤）。M250轻机枪的枪管不是快换枪管，枪托是可折叠的。

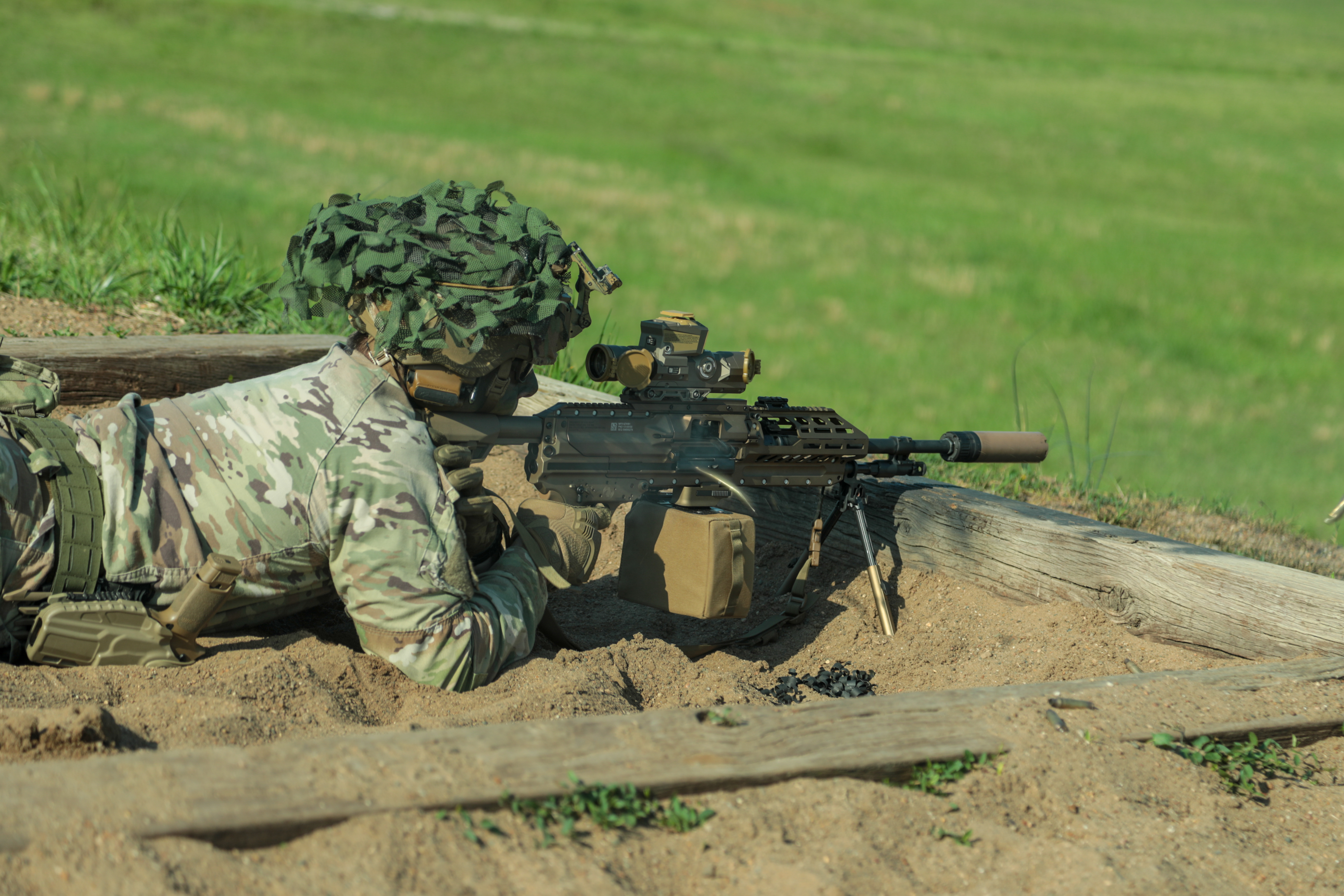
一名士兵使用装有 XM157火控系统的XM250轻机枪射击

M250的主要瞄准具是XM157火控系统，也称为Vortex Optics NGSW-FC，由光學設備廠商Vortex Optics製造。XM157集成了激光测距仪、弹道求解器、环境传感器、瞄准激光器、数字罗盘和无线通信，以提供无缝的战场连通性。它围绕1-8x30 LPVO构建，带有玻璃蚀刻标线，重量轻且耐用，能够承受极端条件。该瞄准具带有数字显示器，可提供校正后的瞄准点、风向保持和其他关键目标数据，从而实现快速与敌对目标交战。
XM250轻机枪于2023年9月交付给第101空降师和第75游骑兵团的士兵进行实地测试。第101空降师第506步兵团第1营于2024年3月正式开始使用XM250轻机枪。2025年5月，該武器被正式命名為“M250”。